# Servicio de Catalogación de la Defensa

Escudo del Servicio de Catalogación de la Defensa (España).

El Servicio de Catalogación de la Defensa tiene por objeto la creación y actualización  de un banco de datos que permite la identificación precisa de los diferentes materiales y repuestos objeto de la gestión logística en las Fuerzas Armadas de España, y de las empresas nacionales y extranjeras que los suministran. Está regulado por el Real Decreto 166/2010, de 19 de febrero, por el que se aprueba el Reglamento de catalogación de material de la Defensa.

Sus funciones son las siguientes:
1. Denominar, clasificar, identificar y numerar cada uno de los artículos de abastecimiento usados por el Órgano Central del Ministerio de Defensa, el Ejército de Tierra, la Armada, el Ejército del Aire y la Guardia Civil, cuando esta última esté destinada en operaciones militares en el exterior. El objetivo es dotar a cada producto de una identidad única e inequívoca para todos los usuarios del mismo conforme a las reglas y procedimientos establecidos por el Sistema de Catalogación de la Defensa.
2. Obtener, mantener, publicar y difundir los datos de identificación y de gestión que se determinen, de los artículos anteriores, conforme a las reglas del Sistema de Catalogación de la Defensa.

El actual Sistema de Catalogación de la Defensa, tras la ratificación e implantación de los Acuerdos de Normalización OTAN (STANAG) 3150, 3151, 4177, 4199 y 4438, es el Sistema OTAN de Codificación. Ha sido declarado obligatorio por el Ministerio de Defensa y adaptado para su aplicación en España.
Los órganos que participan en el Servicio de Catalogación de la Defensa son:
- El Director General de Armamento y Material: Es el máximo responsable de la catalogación en el ámbito de la Defensa.
- La Comisión de Catalogación de Defensa: Órgano colegiado que, bajo la presidencia del director general de Armamento y Material, acuerda la política y planes de catalogación del Ministerio de Defensa.
- La Comisión Técnico-Asesora de Catalogación: Atiende las actividades de catalogación y de asesoramiento y apoyo de las actuaciones de la Comisión de Catalogación y del director general de Armamento y Material.
- La Unidad de Catalogación de la Dirección General de Armamento y Material: Ejerce las funciones de tercer escalón u órgano central del Servicio de Catalogación de Defensa, de Oficina Nacional de Catalogación OTAN y de Secretaría Permanente de las Comisiones de Catalogación de Defensa y Técnico-Asesora de Catalogación. Está encuadrada en la Subdirección General de Inspección, Regulación y Estrategia Industrial de Defensa (SDGINREID) de la Dirección General de Armamento y Material (DGAM).[2]

- Los órganos de catalogación de las Fuerzas Armadas y de la Guardia Civil: Responsables de los segundos y primeros escalones del Servicio de Catalogación de Defensa.